# Laura Wheeler Waring

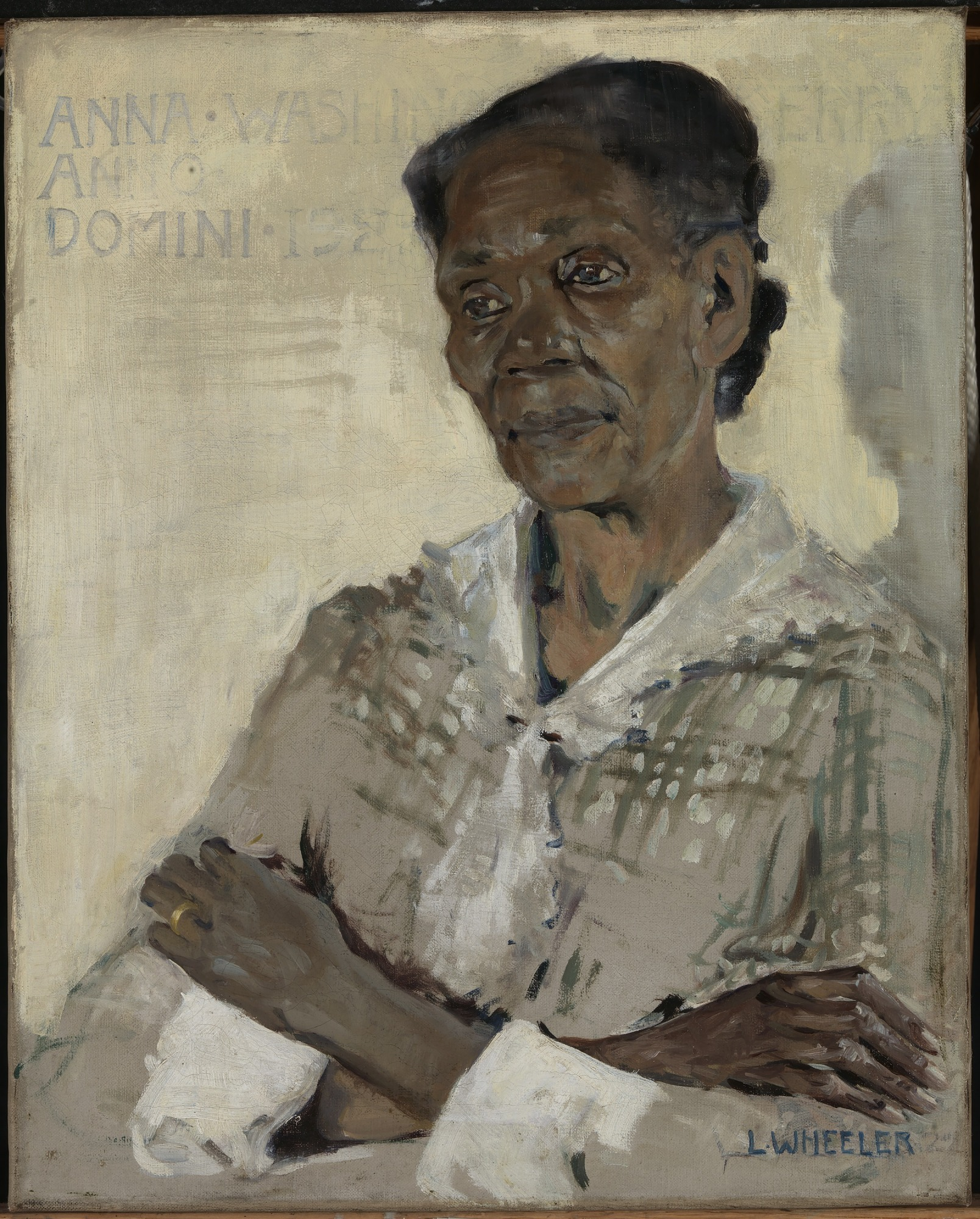
Anna Washington Derry (1927)

Laura Wheeler Waring (Hartford, 16 maggio 1887 – Filadelfia, 3 febbraio 1948) è stata una pittrice, illustratrice e educatrice statunitense nota soprattutto per i suoi dipinti di noti afroamericani che ha realizzato durante il Rinascimento di Harlem Ha insegnato arte per più di 30 anni alla Università Cheyney della Pennsylvania..

## Biografia
Laura Wheeler nacque il 16 maggio 1887 a Hartford, nel Connecticut, la quarta di sei figli, da Mary Freeman e dal reverendo Robert Foster Wheeler. Sua madre era figlia di Amos Noë Freeman, un ministro presbiteriano, e Christiana Williams Freeman, che era stata una significativa attivista contro la schiavitù, coinvolta nella Underground Railroad a Portland, Maine, e a Brooklyn, New York. Suo padre era il pastore della Talcott Street Congregational Church, la prima chiesa nera del Connecticut. Veniva da una famiglia istruita con cinque generazioni precedenti di laureati prima di lei.
Wheeler si diplomò alla Hartford Public High School nel 1906 e iniziò a insegnare part-time a Filadelfia presso la Cheyney Training School for Teachers (in seguito nota come Cheyney University). Insegnò arte e musica a Cheyney fino al 1914, quando viaggiò all'estero in Europa. Il lavoro a Cheyney richiedeva molto tempo, poiché era un collegio ed era spesso richiesta per lavorare la sera e la domenica. Ciò non le lasciava molto tempo per praticare l'arte e ciò rallentò la sua carriera tra il 1906 e il 1914. Waring lavorò molte ore insegnando arte, a volte trascorrendo le estati insegnando disegno ad Harvard e alla Columbia per aumentare le entrate economiche.
Mentre frequentava la Hartford Public High School, Wheeler fu notata per il suo talento nella pittura. In seguito frequentò la Pennsylvania Academy of the Fine Arts, diplomandosi nel 1914 e le fu concessa la borsa di studio "A. William Emlen Cresson Memorial Travel" per studiare arte al Louvre di Parigi.

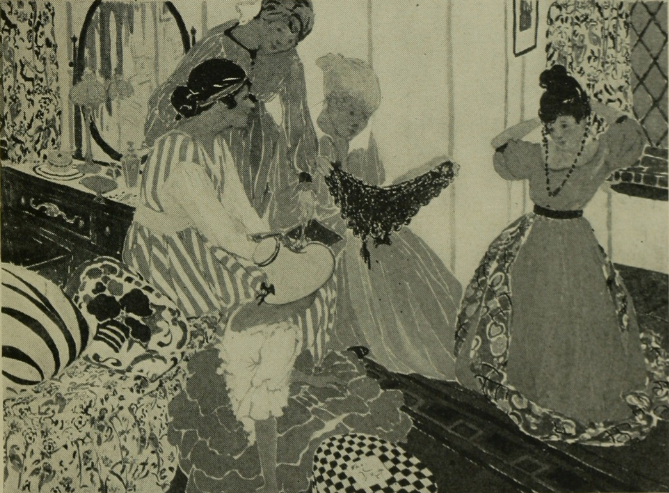
Riproduzione in bianco e nero di Heirlooms (1916, Watercolor Club Exhibition, New York)

Nel 1914 Wheeler studiò all'Académie della Grande Chaumière di Parigi e viaggiò in tutta la Gran Bretagna. Mentre viveva a Parigi, Wheeler-Waring frequentò i Jardin du Luxembourg. Dipinse Le Parc Du Luxembourg (1918, olio su tela), basandosi su uno schizzo che fece durante una delle sue visite ricorrenti. Wheeler-Waring trascorse molto tempo anche al Museo del Louvre studiando Monet, Manet, Corot e Cézanne. «Ho pensato più e più volte a quanto poco della bellezza di quadri davvero grandiosi si manifesti nelle riproduzioni che vediamo e con che libertà e con quale facilità dipingono i grandi maestri».
Wheeler-Waring prevedeva di viaggiare di più in Svizzera, Italia, Germania e Paesi Bassi, ma il suo viaggio fu interrotto quando fu dichiarata la guerra in Europa. Dopo essere stata in Europa per tre mesi, le fu chiesto di tornare negli Stati Uniti. Il viaggio di Wheeler dell'epoca ebbe scarsi effetti sulla sua carriera, ma è stata notata la grande influenza su di lei e sul suo lavoro di artista. Ricevere la borsa di studio le diede il tempo di evolversi come artista e, poiché il premio era prestigioso, ne ottenne anche pubblicità.
Dopo essere tornata dall'Europa, continuò a lavorare a Cheyney e lo avrebbe fatto per più di trent'anni. Lì fondò i dipartimenti di arte e musica della scuola. Nei suoi ultimi anni a Cheyney, fu la direttrice dei programmi artistici.

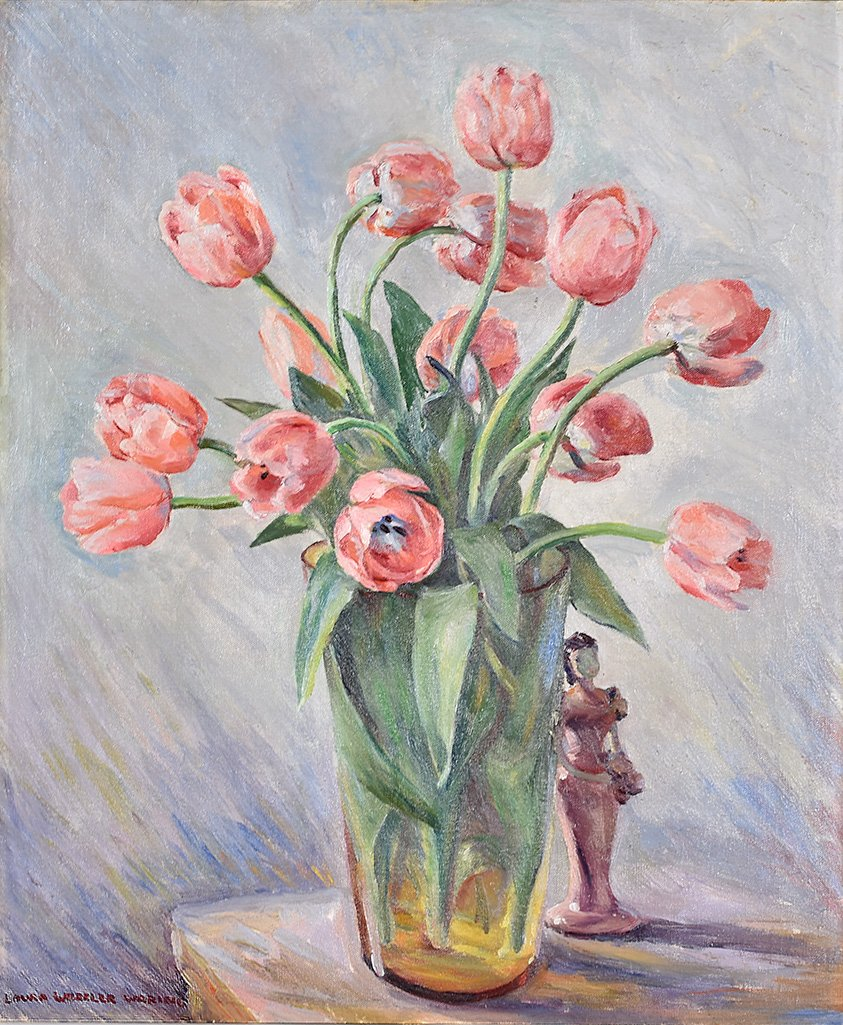
Still Life with Tulips and Figurine (ca. 1940)

Dopo la fine della guerra, Waring tornò a Parigi nel giugno 1924. Il suo secondo viaggio a Parigi è considerato un punto di svolta nel suo stile e nella sua carriera. Waring ha descritto questo periodo come il periodo più puramente artistico della sua vita, «l'unico periodo di vita ininterrotta come artista con un ambiente e una compagnia che erano uno stimolo e un'ispirazione costanti». Per circa quattro mesi, Waring visse in Francia, assorbendo la cultura e lo stile di vita locali. Iniziò a dipingere molti ritratti e in ottobre si iscrisse a studiare all'Académie della Grande Chaumiére, dove studiò pittura. Durante questo viaggio, espose per la prima volta il suo lavoro nelle gallerie d'arte parigine.
Invece di toni tenui e pastello, dipinse con un metodo più vivace e realistico. Houses at Semur, France (1925, olio su tela) è indicato dagli storici dell'arte come il dipinto che ha segnato il cambiamento di stile di Wheeler. Il suo uso di colori vividi, luci e atmosfere in questo lavoro è caratteristico dello stile che ha consolidato dopo questo viaggio in Europa e che ha continuato a usare per tutta la sua carriera.

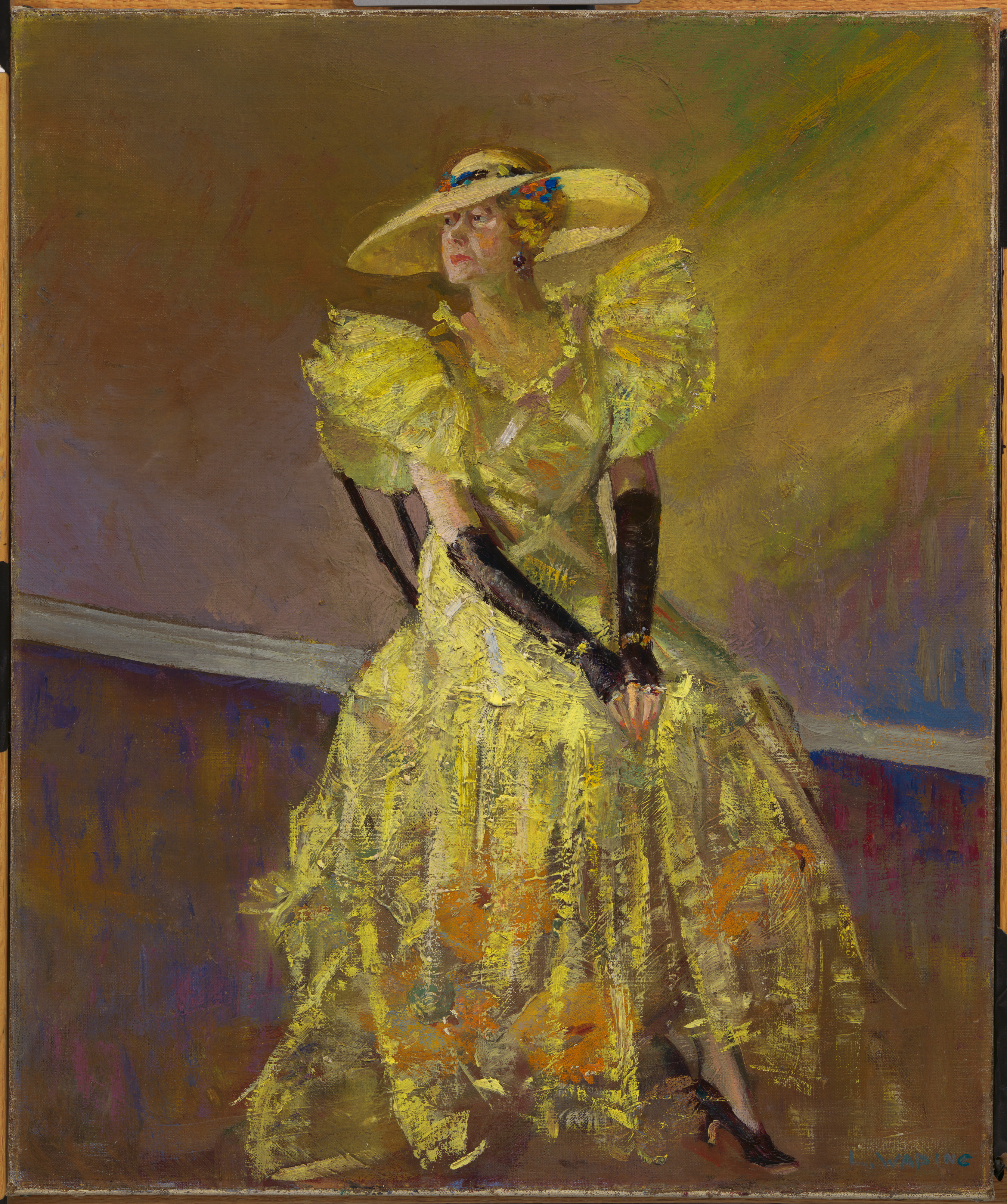
Alice Dunbar Nelson (1927)

Tra il 1917 e il 1932 realizzò numerosi illustrazioni di copertina o interne per The Crisis (rivista legata al movimento dell'Harlem Renaissance), in particolare sotto la direzione di W.E.B. Du Bois; predilisse donne e bambini come soggetti, in alcuni casi con uno stile ispirato all'Art déco e all'Arts and Crafts.
Il 23 giugno 1927 Laura Wheeler sposò Walter Waring, un insegnante di Filadelfia. Quando si sposarono, i soldi scarseggiavano, quindi ritardarono la luna di miele di due anni. Nel 1929, gli sposi si recarono in Francia, trascorrendovi più di due mesi. Non ebbero figli. Wheeler era nota per evitare pubblicità.
Wheeler fu tra gli artisti esposti nella prima mostra d'arte afroamericana del paese, tenuta nel 1927 dalla William E. Harmon Foundation. La Harmon Foundation le commissionò ritratti di eminenti afroamericani e ne scelse alcuni associati al Rinascimento di Harlem. Il suo lavoro fu presto esposto in istituzioni americane, tra cui la Corcoran Gallery di Washington, il Brooklyn Museum e il Philadelphia Museum of Art. Suoi ritratti sono ancora esposti alla Smithsonian National Portrait Gallery.

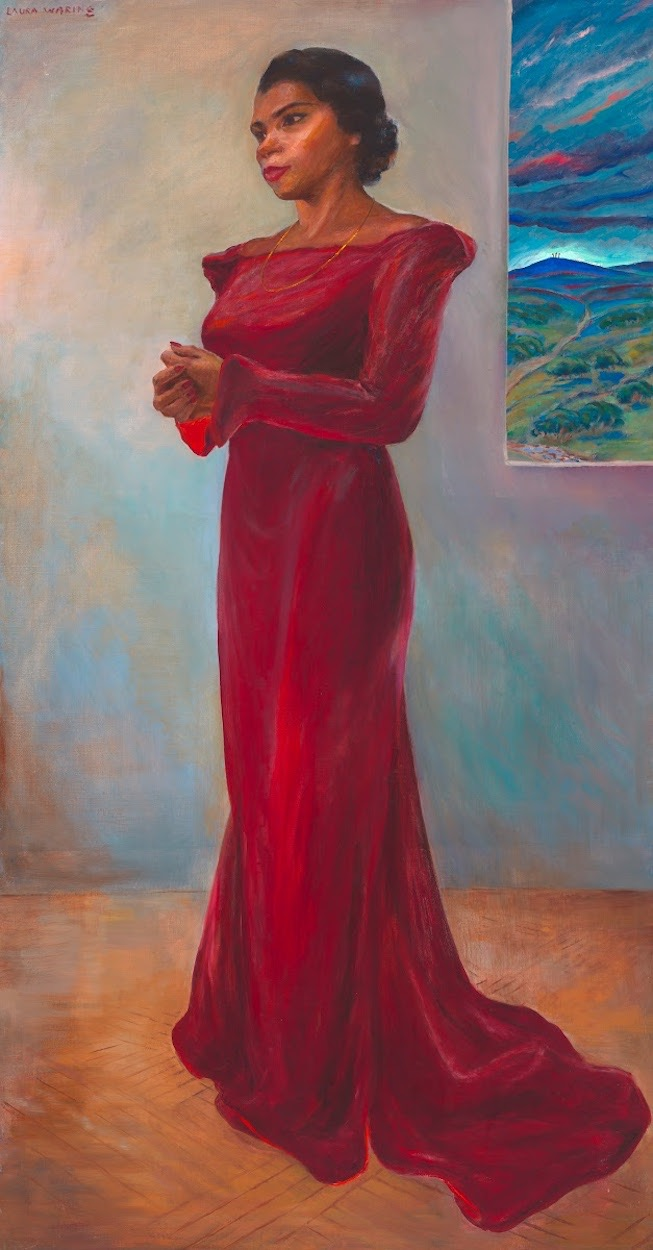
Marian Anderson (1944)

Nel 1944, otto dei suoi ritratti furono inclusi nei Portraits of Outstanding Americans of Negro Origin. I soggetti dei suoi ritratti includevano Marian Anderson, William Edward Burghardt Du Bois, James Weldon Johnson e Mary White Ovington.
Oltre alla pittura, Waring ha scritto e illustrato un racconto con un'amica intima e scrittrice, Jessie Redmon Fauset. Fauset accompagnò Wheeler durante i suoi viaggi in Francia in quell'epoca. Wheeler scrisse il racconto Dark Algiers and White per la rivista The Crisis della NAACP, e fu successivamente pubblicato.
Wheeler morì il 3 febbraio 1948, nella sua casa di Filadelfia, dopo una lunga malattia.

## Mostre
Un anno dopo la sua morte, la Howard University Gallery of Art di Washington, DC, tenne una mostra d'arte in suo onore. Oltre alla mostra postuma del 1949, si ritiene che i dipinti di Wheeler realizzati a Parigi non siano stati esposti e la loro ubicazione è sconosciuta.
Nel 2022, sue opere sono state inserite nella mostra tematica La culla della strega nell'ambito della 59ª Biennale di Venezia.

## Opere parziali
- Heirlooms (acquerello) (1916)[1]
- Anna Washington Derry (1927)[10]
- A Dance in the Round (1935)
- Nude in Relief (1937)
- Still Life with Tulips and Figurine (ca.1940)
- Portrait of Alma Thomas (1945)[11]